# 岩原裕二
岩原 裕二（いわはら ゆうじ）は、日本の漫画家、イラストレーター。北海道網走郡女満別町（現・大空町）出身。

## 略歴・人物
北海道綜合美術専門学校（現北海道芸術デザイン専門学校）卒業後、株式会社ハドソンに入社し、企画とデザインを担当していた。1994年、「アフタヌーン四季賞 秋」にてデビュー。作品に『地球美紗樹』『いばらの王』など。風貌は自画像にそっくりである。
アメコミ好きであり、自身もマーベル・コミック社の『Quest』の作画に参加した経験がある（カタログ誌などにイラストは載ったものの本自体は刊行はされていない）。
スクリーントーンをほとんど使わずに、力強い線画による重厚な描き込みと、印象的なベタで全体を表現する画風が特徴的。また、カラーイラストはアクリル絵具を使った手塗りであり、先に描いた線画を消さないように、緻密に色を載せている。アクリル絵具は基本色4色（赤黄青白）のみを使い、その他の色は全て混色である。

## 受賞歴
- 1994年 「アフタヌーン四季賞 秋」 佳作 「9万光年のアリス」[1]（岩原ゆうじ名義、未掲載）
- 1995年 「アフタヌーン四季賞 秋」 準入選 「コンクール」（未掲載）
- 1996年 「アフタヌーン四季賞 夏」 四季賞 「蛇」[1]（岩原ゆうじ名義、『月刊アフタヌーン』1996年10月号に掲載）
- 1996年 「アフタヌーン四季賞 秋」 四季賞 「狼の瞳」（岩原ゆうじ名義、『月刊アフタヌーン』1997年2月号に掲載）

## 作品リスト

### 漫画作品
- 蛇（『月刊アフタヌーン』1996年10月号[1]） - 『狼の瞳』に収録。
- 狼の瞳（『月刊アフタヌーン』1997年2月号） - 『狼の瞳』に収録。
- 鉄の世紀（『RPGマガジン』1998年7月号） - 『狼の瞳』に収録。
- クーデルカ（『月刊エースネクスト』1999年7月号 - 2000年9月号）
  - 岩原がキャラクターデザインを担当した、同名PlayStation用ゲームをオリジナルストーリーで漫画化[1]。
- 地球美紗樹（『月刊エースネクスト』2001年1月号 - 2002年5月号）
- いばらの王（『コミックビーム』2002年10月号 - 2005年10月号）
- Quest（未刊行）
- 漂着物体X（『チャンピオンRED』2004年8月号）
- ようこそ! 名湯柳の湯。（『月刊電撃コミックガオ!』2005年3月号）
- ケイタの釣り（『コミックビーム』2006年2月号）
- 学園創世 猫天!（『チャンピオンRED』2006年7月号 - 2008年12月号）
- ウィルヴィレ（『コミックビームFellows!』vol.1） - 表紙も担当。シリーズ化の構想あり。
- アレックス・ブラック（『Fellows!』volume4 - 不定期連載中）
- DARKER THAN BLACK -漆黒の花-（原作：BONES・岡村天斎、『ヤングガンガン』2009年11号 - 2011年3号）
  - DARKER THAN BLACK -流星の双子-　特別編（『増刊ヤングガンガンVOL.08』2010年2月27日）
  - 他、DARKER THAN BLACK -黒の契約者-、DARKER THAN BLACK -流星の双子- それぞれのオフィシャルファンブックに短編を描き下ろし。
- Dimension W（『ヤングガンガン』2011年19号 - 2015年23号→『月刊ビッグガンガン』2016年Vol.01 - 2019年Vol.07） - 2016年にテレビアニメ化[2]
- クレバテス-魔獣の王と赤子と屍の勇者-（『LINEマンガ』2020年8月12日[3] - ）

### イラスト
- サムライ・レンズマン（著：古橋秀之、2001年）挿絵
- トレカ・スクエア〜T.C.SQUARE〜（東京ビッグサイト、2001年） ポスターイラスト
- トレカ・スクエア〜T.C.SQUARE〜2（東京ビッグサイト、2002年） ポスターイラスト
- まんだらけ 広告用イラスト
- 『トライ・クロス！』シリーズ（著：友野詳、2003年）挿絵
- 『ヤングガンガン』2005年8月19日号 (No.16) スター・ウォーズイラスト（コラボ企画第3弾）
- 自衛官募集ポスターイラスト（自衛隊帯広地方協力本部）[4][5]
- 三国志大戦（第2期）EX龐徳のカードイラスト

### 書籍
- 『クーデルカ』、角川書店〈角川コミックス・エース〉1999年 - 2000年、全3巻、絶版
  1. 1999年12月1日発売、ISBN 4-04-713304-3
  2. 2000年6月1日発売、ISBN 4-04-713338-8
  3. 2000年9月30日発売、ISBN 4-04-713361-2
- 『狼の瞳』角川書店〈角川コミックス・エース〉、2001年3月1日発売、ISBN 4-04-713402-3、初期短編集、絶版
- 『地球美紗樹』、角川書店〈角川コミックス・エース〉2001年 - 2002年、全3巻
  1. 2001年6月1日発売、ISBN 4-04-713430-9
  2. 2001年12月1日発売、ISBN 4-04-713470-8
  3. 2002年6月1日発売、ISBN 4-04-713498-8
- 『いばらの王』、エンターブレイン〈ビームコミックス〉2003年 - 2005年、全6巻
- 『学園創世 猫天!』、秋田書店〈チャンピオンREDコミックス〉2007年 - 2008年、全5巻
- Quest(Marvel Heroes) - （トレードペーパーバック版） Marvel Enterprises
  - 2007年2月28日発売 ISBN 0785112987
- 『DARKER THAN BLACK -漆黒の花-』、原作：BONES・岡村天斎、スクウェア・エニックス〈ヤングガンガンコミックス〉2009年 - 2011年、全4巻
- 『Dimension W』、スクウェア・エニックス〈ヤングガンガンコミックス〉2012年 - 2019年、全16巻
- 『クレバテス-魔獣の王と赤子と屍の勇者-』、LINE Digital Frontier〈LINEコミックス〉2020年 - 、既刊8巻（2024年10月15日現在）。フルカラー版も電子書籍で同時配信。
  - （新装版）KADOKAWA〈MFコミックス〉2024年 - 、既刊9巻（2025年7月28日現在）、B6判

### その他
- ボンバーマン'94（ゲーム、1993年）グラフィックデザイナー
- クーデルカ（ゲーム、1999年）キャラクターデザイン[1]
- DARKER THAN BLACK -黒の契約者-（テレビアニメ、2007年）キャラクター原案
- DARKER THAN BLACK -流星の双子-（テレビアニメ、2009年）キャラクター原案
- サクガン（テレビアニメ、2021年）キャラクター原案[1]